# Скалиця (Болгарія)
Скали́ця (болг. Скалица) — село в Ямбольській області Болгарії. Входить до складу общини Тунджа.

## Населення
За даними перепису населення 2011 року у селі проживали 596 осіб.
Національний склад населення села:
| Національність   | Кількість осіб | Відсоток |
| ---------------- | -------------- | -------- |
| болгари          | 539            | 91,2%    |
| цигани           | 43             | 7,3%     |
| інша             | 8              | 1,4%     |
| Всього відповіли | 591            |          |

Розподіл населення за віком у 2011 році:
Динаміка населення: